# Ctenocharidotis
Ctenocharidotis – rodzaj chrząszczy z rodziny stonkowatych i podrodziny tarczykowatych.
Chrząszcze te mają czułki o trzecim członie wyraźnie krótszym od poprzedniego. Głowa ich ma wąski, mniej więcej tak szeroki jak długi nadustek o kompletnych liniach bocznych zbiegających się w trójkąt z wierzchołkiem położonych wyraźnie przed szczytem nadustka. Stopy wszystkich par odnóży mają grzebieniowane pazurki, przy czym grzebyki owe są bardzo krótkie, jedynie trochę wystające poza krawędź pazurka.
Rodzaj neotropikalny. Wszyscy jego przedstawiciele występują w Brazylii, a pojedynczy gatunek znany jest ponadto z Paragwaju.
Takson ten wprowadzony został w 1926 roku przez Franza Spaetha, natomiast gatunek typowy wyznaczono w 1952 roku w publikacji pod redakcją Waltera Douglasa Hincksa. Zalicza się do niego 8 opisanych gatunków:
- Ctenocharidotis beata (Spaeth, 1926)
- Ctenocharidotis briseis (Boheman, 1862)
- Ctenocharidotis chlorion (Spaeth, 1926)
- Ctenocharidotis crispata (Boheman, 1855)
- Ctenocharidotis nobilitata (Boheman, 1855)
- Ctenocharidotis ornatipennis (Spaeth, 1926)
- Ctenocharidotis roseopicta (Boheman, 1855)
- Ctenocharidotis subplagiata (Boheman, 1855)